# Legundi (Bantaran)
Legundi is een bestuurslaag in het regentschap Probolinggo van de provincie Oost-Java, Indonesië. Legundi telt 4141 inwoners (volkstelling 2010).